# Cirí de Los Sotos
Cirí de Los Sotos è un comune (corregimiento) della Repubblica di Panama situato nel distretto di Capira, provincia di Panama. Si estende su una superficie di 94,5 km² e conta una popolazione di 2.288 abitanti (censimento 2010).